# Вертикальний сад

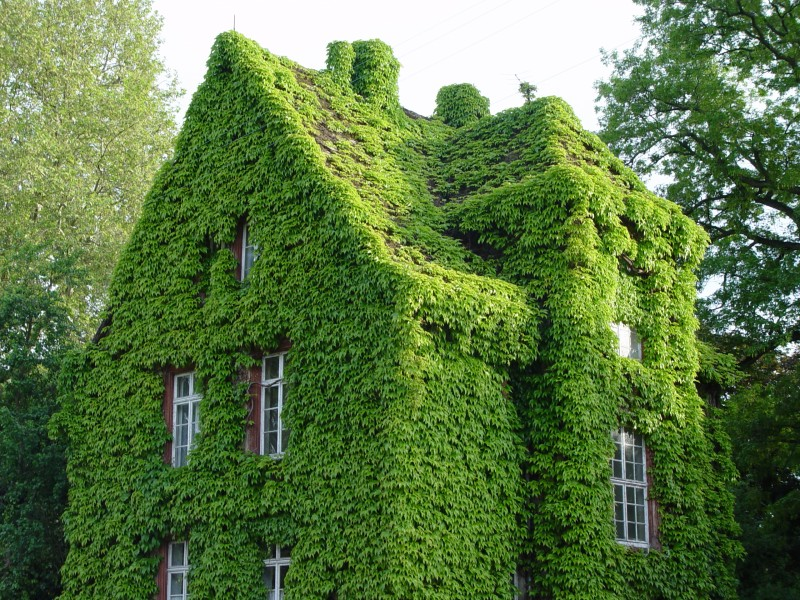
«Зелений будинок» в Гіссені

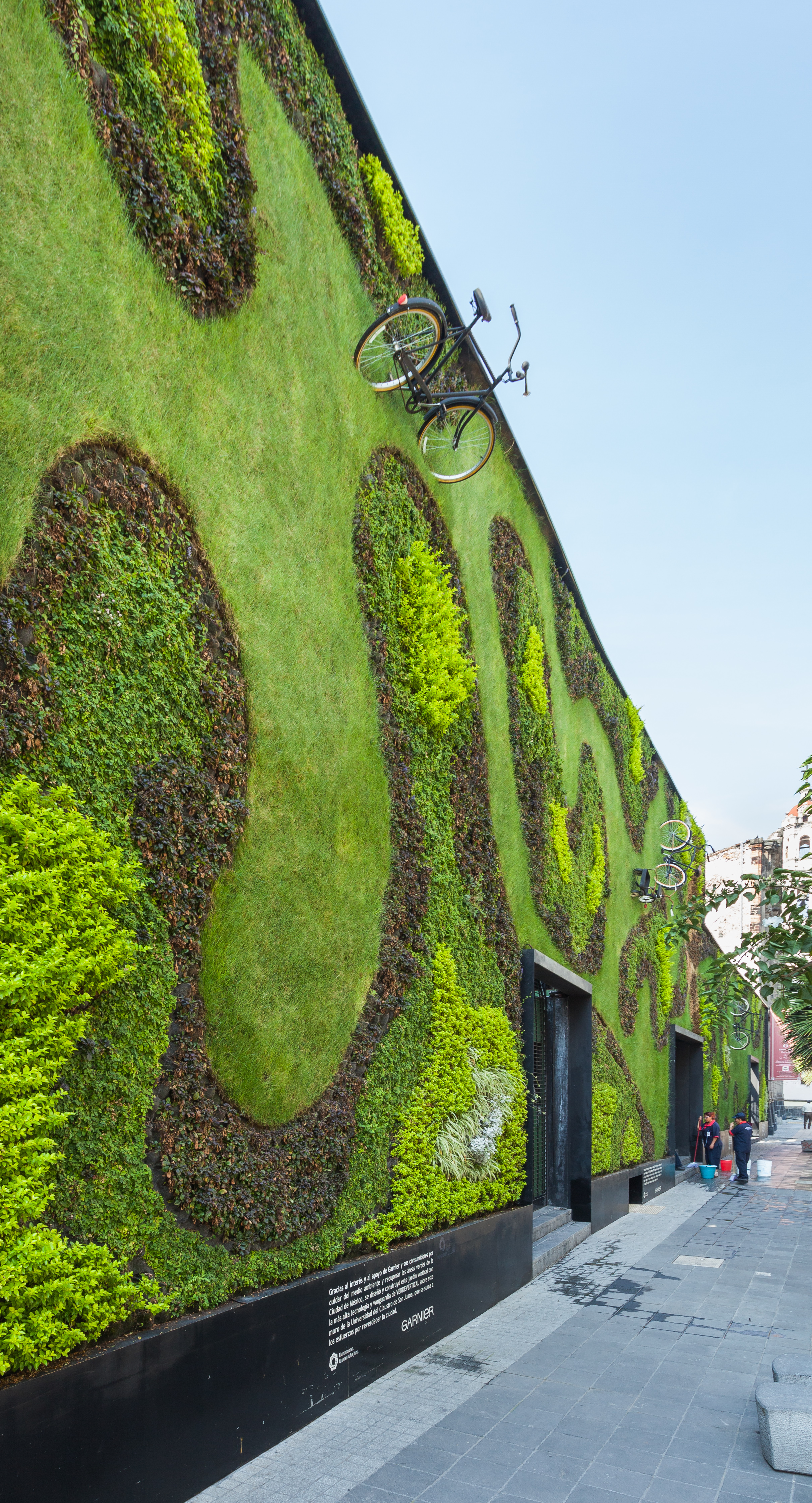
«Зелена стіна» в Мехіко

Вертикальний сад (зелена стіна, жива стіна) — сукупність живих рослин, розміщених вертикально на стінах у спеціальних конструкціях.
Вертикальний сад використовують для оформлення як зовнішніх стін будівель та різних конструкцій, так і внутрішніх приміщень.
Зелені стіни мають великий потенціал для покращення енергоефективності будівлі, акустичного та мікрокліматичного комфорту в приміщенні; кращого управління дощовими водами; зменшення ефекту міського теплового острова, покращення якості повітря, міського біорізноманіття та привабливості будівель та міського простору.

## Історія
Ідея вертикального саду знайшла своє втілення в творіннях французького ботаніка і дизайнера Патріка Блана, більшість інсталяцій якого знаходиться в Парижі. Перша вертикальна інсталяції була створена в 1988 р.
15 лютого відзначається Всесвітній день зелених стін.

## Конструкція
Технологічно розрізняють кілька основних систем вертикального озеленення, за принципом роботи:
- Повстяні системи (гідропонні);
- Модульні системи (з використанням субстрату);
- Контейнерні системи (висадка в горщики).

Конструкції вертикальних садів розрізняються матеріалами, системою комунікацій, кріплень, технологічними особливостями, при збереженні загального принципу вертикальної спрямованості, наявності системи життєзабезпечення. Рослини для вертикального саду підбираються індивідуально, залежно від конкретних умов та приватного художнього рішення, в будь-якому випадку зазвичай намагаються застосовувати низькорослі або карликові види, висотою до 30-35 см.
При оформленні внутрішніх приміщень використовуються в основному тропічні види рослин, зовнішнє оформлення вимагає рослин які витримують зовнішні кліматичні умови.
Фасади з інтеграцією технології вирощування зелених водоростей можуть забезпечити будівлі відновлювальним біопаливом для енергетичних потреб.

## Переваги
Естетика вертикальних садів дозволяє розширити сучасний арсенал засобів використовуваних при оформленні будівель і приміщень різної функціональної спрямованості, різної площі та призначення. Крім естетики вертикальні сади приваблюють своєю здатністю очищати повітря від пилу та шкідливих речовин, насичувати його фітонцидами ти життєдайною вологою, що так необхідно міським жителям.
«Зелений» фасад будівлі може знизити температуру зовнішньої поверхні до 12°C, знизити температуру навколишнього повітря від 0,5°C до 4,1°C, і зменшити шкидкість вітру до 0,7 м/с перед зеленим фасадом.
Використання зелених систем на фасаді будівлі забезпечує значні переваги, такі як пом’якшення забруднення повітря, покращення теплового комфорту, зменшення шумового забруднення та сприяння загальному добробуту, а також, у поєднанні з новими технологіями, – зменшувати інтенсивність туманів.

## Рекорди
Станом на 2024 рік, світовими рекордсменами є:
- Найбільшим внутрішнім проектом із зеленими стінами є міжнародний аеропорт Kempegowda T2, Індія, із понад 10 235 кв. м зелених стін із 450 000 рослинами.
- Найбільша відкрита зелена стіна – Халіфа-авеню, Катар, загальною площею 7000 кв.
- Найвища зелена стіна в приміщенні – Menara Hap Seng 3, Малайзія, висотою 91 м.
- Найвища вулична зелена стіна знаходиться в Медельїні, Колумбія, її висота становить 92 метри.